# University Press of Kentucky
University Press of Kentucky (UPK) este editură academică a sistemului universitar din Kentucky și a fost organizată în 1969 ca succesoare a University of Kentucky Press. Universitatea a sponsorizat publicarea lucrărilor academice din 1943. Editura a fost înființată în 1949 ca o agenție universitară separată aflată în subordinea președintelui universității, iar în anul următor Bruce F. Denbo, care lucra atunci la Louisiana State University Press, a fost numit primul director al editurii. Denbo a fost director al UPK până la pensionare, în 1978, alcătuind o listă mică, dar distinsă, de cărți academice, cu accent pe istoria americană și critica literară.
După reorganizare, editura a fost administrată de un consorțiu care include acum toate universitățile de stat din Kentucky , cinci colegii private și două societăți de istorie. UPK a aderat la Association of American University Presses  în 1947.
Editura este susținută de Fundația Thomas D. Clark, o fundație privată non-profit înființată în anul 1994 cu unicul scop de a oferi sprijin financiar pentru The University Press of Kentucky. Numele ei provine de la Thomas D. Clark, istoric din Kentucky și fondator al University Press of Kentucky.

## Membrii consorțiului
- Bellarmine University
- Berea College
- Centre College
- Eastern Kentucky University
- The Filson Historical Society
- Georgetown College
- Kentucky Historical Society
- Kentucky State University
- Morehead State University
- Murray State University
- Northern Kentucky University
- Transylvania University
- University of Kentucky
- University of Louisville
- Western Kentucky University

Fiecare instituție constituentă este reprezentată în consiliul de redacție, care determină politica editorială.

## Activitate
Bruce F. Denbo, primul director al UPK, a fost urmat de Kenneth H. Cherry, care a venit la UPK de la Universitaty of Tennessee Press. În timpul mandatului său, numărul cărților editate a crescut de patru ori. Ken Cherry s-a retras în toamna anului 2001 și succesorul său, Stephen Wrinn, anterior la Rowman & Littlefield Publishers, a devenit noul director în aprilie 2002. În august 2016 Leila Salisbury a preluat funcția de director al editurii. Salisbury, care și-a început cariera la UPK, a îndeplinit funcția de director al University Press of Mississippi din 2008.
Programul editorial al UPK este concentrat pe științele umaniste și sociale. Cărțile dedicate filmului și studiilor militare i-au creat o reputație națională în ultimii ani. De la formarea consorțiului, editura și-a extins aria de interes către toți cititorii din Kentucky și Appalachia cu publicații speciale de interes regional. În anii 1970 a publicat Kentucky Nature Series și colecția de patruzeci și șapte de volume Kentucky Bicentennial Bookshelf.
Editura publică romanele clasice ale unor scriitori din Kentucky precum Harriet Arnow, Janice Holt Giles, John Fox, Jr., James Still și Jesse Stuart.